# Ahmed Belkhodja
Pour les autres membres de la famille, voir Famille Belkhodja.
Ahmed Belkhodja, né en 1830 à Tunis et décédé en 1896, est un religieux et ouléma tunisien.

## Biographie
Il naît au sein d'une famille de l'aristocratie religieuse tunisoise dont l'origine remonterait à l'arrivée de son aïeul, le militaire ottoman Ali Khodja Al Hanafi, venu à Tunis à l'occasion de la bataille engagée à La Goulette contre l'armée de Charles Quint. Officier de l'armée de Sinan Pacha, il repart vers le Levant une fois la conquête terminée. Il a un fils prénommé Mohamed qui a lui-même un fils, aussi appelé Mohamed, qui revient s'installer en Tunisie au XVIIe siècle. Cette lignée religieuse est l'une des plus importantes du pays aux XIXe et XXe siècles.
Il est mudarris (professeur) à l'université Zitouna, cadi hanéfite en 1860, mufti en 1864 et Cheikh El Islam en février 1877, soit le premier dignitaire religieux du pays en succédant au Cheikh El Islam Mohamed Maaouia. Il contribue aux côtés de Kheireddine Pacha à la rédaction de nombreuses réformes de la justice, de l'enseignement et des habous. Il siège aux côtés d'autres intellectuels dans une commission chargée par Kheireddine de réformer l'enseignement de la Zitouna et de mettre sur pied le Collège Sadiki de Tunis.
Il a aussi produit plusieurs écrits à caractère religieux et politique.